# Getes
Els getes  (en llatí getae, en grec antic Γέται) eren un poble que els autors antics situaven entre els grups de nacions tràcies, que habitava a l'actual Bulgària, al nord de Tràcia i en veïnatge amb els roxolans (del grup sàrmata).
El lloc d'origen d'aquest poble, tal com apareix a la història per primera vegada, s'hauria de situar a la muntanya Hemus, i al sud del riu Ister (Danubi). Segons Heròdot, els getes eren superiors en habilitat als altres tracis. La zona on vivien era a l'interior de les colònies gregues de la Mar negra, i des de molt aviat van entrar en contacte amb la cultura grega. Sembla que els getes estaven estretament relacionats amb els seus veïns, els dacis, i alguns autors els identifiquen com el mateix poble.
Heròdot diu que quan hi va haver la invasió de Darios el Gran a la zona del Danubi en la guerra que va fer contra els escites l'any 513 aC, els getes van ser un dels pobles que el rei persa va vèncer quan avançava. Heròdot els diferencia d'altres pobles perquè adoraven al déu-profeta Zalmoxis, que alguns getes anomenaven Gebeleizis. Entre els segles V i III aC, els getes van estar més o menys sotmesos als reis dels odrisis, i eren una de les tribus que anaven amb el rei Sitalces l'any 429 aC, en la guerra que feia contra Perdicas II de Macedònia. Eren famosos per la seva cavalleria. Quan el Regne dels odrisis es va començar a desintegrar van sorgir diversos petits estats dels getes. Filip II de macedònia va entaular una guerra contra els escites, i va fer marxar del seu territori als tribal·lis, que van ocupar les terres dels getes. Filip II va vèncer també als getes. Alexandre el Gran, abans de la seva expedició cap a Pèrsia, va organitzar una campanya contra els getes l'any 335 aC, i es va trobar que se li oposava una força de 10.000 soldats a peu i 4.000 genets getes. Alexandre va travessar el riu de nit sense que se n'adonessin, els va vèncer i va ocupar els seus campaments, diu Flavi Arrià. L'any 292 aC, Lisímac de Tràcia va emprendre una guerra contra els getes, i va arribar al cor del seu país, a les planes de Bessaràbia, diu Estrabó. Els getes, que s'havien aliat amb les ciutats de Cal·latis i Odessos el van vèncer i li van tallar la retirada, i Lisímac es va haver de rendir. Dromiquetes el rei de les tribus getes, el va deixar en llibertat generosament, a canvi de casar-se amb una filla de Lisímac, segons Plutarc i Poliè.
Quan els gàlates van ocupar la zona del Danubi, els getes van haver de lluitar contra ells. Van ser derrotats i molts dels getes van ser venuts com a esclaus als atenesos, fins al punt que Aristòfanes i els autors de la Nova comèdia grega, acostumaven a donar el nom de Geta als esclaus que sortien a les obres de teatre. L'escriptor romà Terenci va seguir amb aquest costum.
Però els getes encara eren importants i tenien poder. El senat romà, l'any 73 aC, va enviar Marc Licini Lucul per lluitar contra els getes, que donaven suport a Mitridates VI Eupator, però va tenir un èxit limitat. Uns deu anys després, una coalició de getes, escites, bastarnes i colons grecs van vèncer l'exèrcit de Gai Antoni Híbrida a Ístria. Aquesta victòria sobre els romans, va permetre al cap d'aquesta coalició, Burebista, rei de Dàcia, mantenir el domini sobre el territori durant un curt període (60-50 aC), i va augmentar el poder dels getes fins al punt de causar terror als romans, diu Estrabó. Va organitzar un regne al qual els romans van anomenar Dàcia, integrat per diferents pobles. August, que volia apoderar-se de la regió dels Balcans, aprofitant que els bastarnes van fer diverses incursions cap al baix Danubi, va atacar els getes i els tracis. Va posar al capdavant de l'exèrcit expedicionari a Marc Licini Cras Dives, que l'any 29 aC va derrotar els bastarnes, va arribar fins al delta del Danubi, va nomenar reis locals afins a Roma i va tornar a casa. L'any 16 aC els sàrmates van envair Dàcia, però van ser expulsats pels getes amb ajuda dels romans. Tanmateix, després els getes van tenir diversos enfrontaments amb els romans amb sort diversa. Els romans els van posar sota control de Remetalces I, rei dels odrisis de Tràcia, i l'any 6 es va fundar la província romana de Mèsia que va incloure als getes que vivien al sud del Danubi. Els getes del nord, van seguir independents de l'Imperi Romà. Sembla que en un moment donat van ser absorbits pels gots.